# Optum-Kelly Benefit Strategies/Saison 2013
Dieser Artikel listet Erfolge und Fahrer des Radsportteams Optum-Kelly Benefit Strategies in der Saison 2013 auf.

## Erfolge in der UCI America Tour
In den Rennen der Saison 2013 der UCI America Tour gelangen die nachstehenden Erfolge.
| Datum     | Rennen                                            | Kat. | Fahrer     |
| --------- | ------------------------------------------------- | ---- | ---------- |
| 3. Mai    | 3. Etappe Tour of the Gila (EZF)                  | 2.2  | Tom Zirbel |
| 25. Mai   | US-amerikanische Meisterschaft – Einzelzeitfahren | CN   | Tom Zirbel |
| 2. August | Prolog Tour of Elk Grove                          | 2.1  | Chad Haga  |

## Erfolge in der UCI Asia Tour
In den Rennen der Saison 2013 der UCI Asia Tour gelangen die nachstehenden Erfolge.
| Datum    | Rennen                  | Kat. | Sieger     |
| -------- | ----------------------- | ---- | ---------- |
| 10. Juni | 2. Etappe Tour de Korea | 2.2  | Eric Young |
| 12. Juni | 4. Etappe Tour de Korea | 2.2  | Eric Young |

## Erfolge in der UCI Europe Tour
In den Rennen der Saison 2013 der UCI Europe Tour gelangen die nachstehenden Erfolge.
| Datum    | Rennen                      | Kat. | Sieger     |
| -------- | --------------------------- | ---- | ---------- |
| 22. März | 3. Etappe Volta ao Alentejo | 2.2  | Ken Hanson |
| 23. März | 4. Etappe Volta ao Alentejo | 2.2  | Tom Zirbel |

## Erfolge beim Cyclocross
In den Rennen der Saison 2012/13 der Cyclocross Tour gelangen die nachstehenden Erfolge.
| Datum       | Rennen                               | Fahrer      |
| ----------- | ------------------------------------ | ----------- |
| 20. Oktober | Spooky Cross Weekend – Day 1, Irvine | Mike Sherer |

## Abgänge – Zugänge
| Zugänge                     | Team 2012                  | Abgänge                   | Team 2013                           |
| --------------------------- | -------------------------- | ------------------------- | ----------------------------------- |
| Bjorn Selander              | SpiderTech-C10             | Cody O’Reilly             | Predator Carbon Repair Cycling Team |
| Eric Young                  | Bissell Cycling            | Andrew Bajadali           | Unbekannt                           |
| Joseph Kukolla              | Subway Cycling Team (2011) | Colton Barrett            | Unbekannt                           |
| Jeremy Durrin               | Neoprofi                   | Reid Mumford              | Unbekannt                           |
| Mitchell Hoke               | Neoprofi                   | Christopher Parrish       | Unbekannt                           |
| Ryan Anderson (ab 15. Juni) | Champion System            | Cheyne Hoag (bis 5. Juni) | Unbekannt                           |

## Mannschaft
| Name             | Geburtstag         | Nationalität       |
| ---------------- | ------------------ | ------------------ |
| Ryan Anderson    | 22. Juli 1987      | Kanada             |
| Jesse Anthony    | 12. Juni 1985      | Vereinigte Staaten |
| Alex Candelario  | 26. Februar 1975   | Vereinigte Staaten |
| Marsh Cooper     | 22. August 1985    | Kanada             |
| Michael Creed    | 8. Januar 1981     | Vereinigte Staaten |
| Jeremy Durrin    | 11. August 1988    | Vereinigte Staaten |
| Michael Friedman | 19. September 1982 | Vereinigte Staaten |
| Chad Haga        | 26. August 1988    | Vereinigte Staaten |
| Ken Hanson       | 14. April 1982     | Vereinigte Staaten |
| Mitchell Hoke    | 14. März 1988      | Vereinigte Staaten |
| Joseph Kukolla   | 30. Juli 1989      | Vereinigte Staaten |
| Ian Moir         | 10. Januar 1991    | Vereinigte Staaten |
| Sebastian Salas  | 2. Oktober 1987    | Kanada             |
| Bjorn Selander   | 28. Januar 1988    | Vereinigte Staaten |
| Mike Sherer      | 10. Oktober 1986   | Vereinigte Staaten |
| Thomas Soladay   | 20. August 1983    | Vereinigte Staaten |
| Eric Young       | 26. Februar 1989   | Vereinigte Staaten |
| Tom Zirbel       | 30. Oktober 1978   | Vereinigte Staaten |
| Scott Zwizanski  | 29. Mai 1977       | Vereinigte Staaten |